# Valence-sur-Baïse
Valence-sur-Baïse ist eine französische Kleinstadt mit 1137 Einwohnern (Stand 1. Januar 2022) im Département Gers und in der Region Okzitanien. Die Stadt gehört zum Kanton Baïse-Armagnac im Arrondissement Condom.

## Geografie
Der Ort liegt auf einer Anhöhe über der Baïse nahe der Einmündung des Nebenflusses Auloue. In Valence-sur-Baïse endet derzeit die Schiffbarkeit der Baïse stromaufwärts.

## Geschichte
Valence-sur-Baïse wurde im Jahr 1274 vom Grafen von Armagnac, Gerald V., und dem Abt des Zisterzienser-Klosters von Flaran, als Bastide gegründet.

### Bevölkerungsentwicklung
| Jahr                       | 1962 | 1968 | 1975 | 1982 | 1990 | 1999 | 2007 | 2014 | 2020 |
| Einwohner                  | 1176 | 1229 | 1256 | 1216 | 1157 | 1151 | 1199 | 1137 | 1118 |
| Quellen: Cassini und INSEE |      |      |      |      |      |      |      |      |      |

## Sehenswürdigkeiten
- Überreste der Bastide
- Kirche Saint-Jean-Baptiste aus dem 16. Jahrhundert
- Kirche Saint-Pierre im Ortsteil Ampeils
- Kloster Flaran

Das Zisterzienserkloster, 1151 gegründet vom Kloster L’Escaladieu (Département Hautes-Pyrénées), ist heute ein Kulturzentrum im Eigentum des Départements Gers (Monument historique)

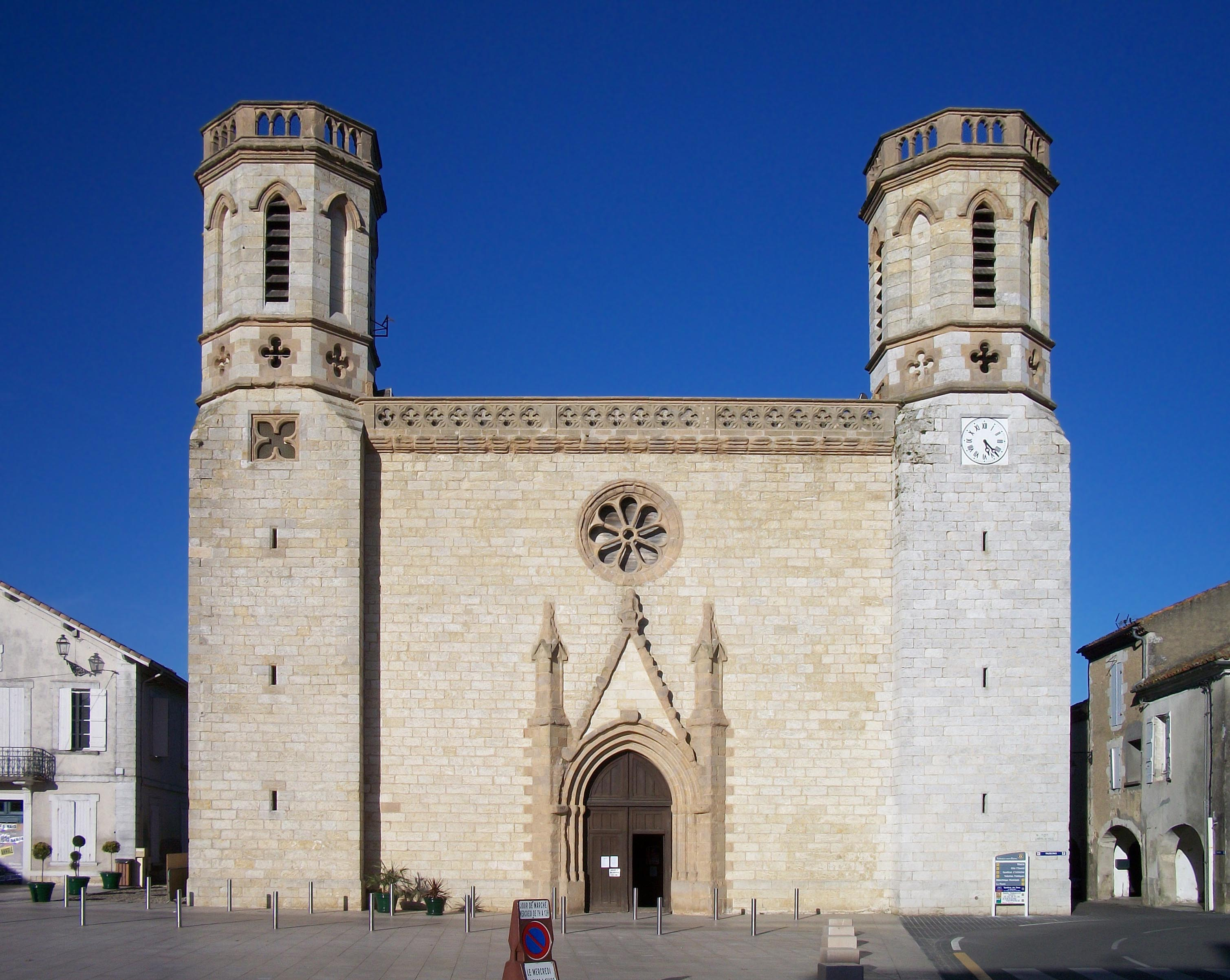
Kirche Saint-Jean-Baptiste
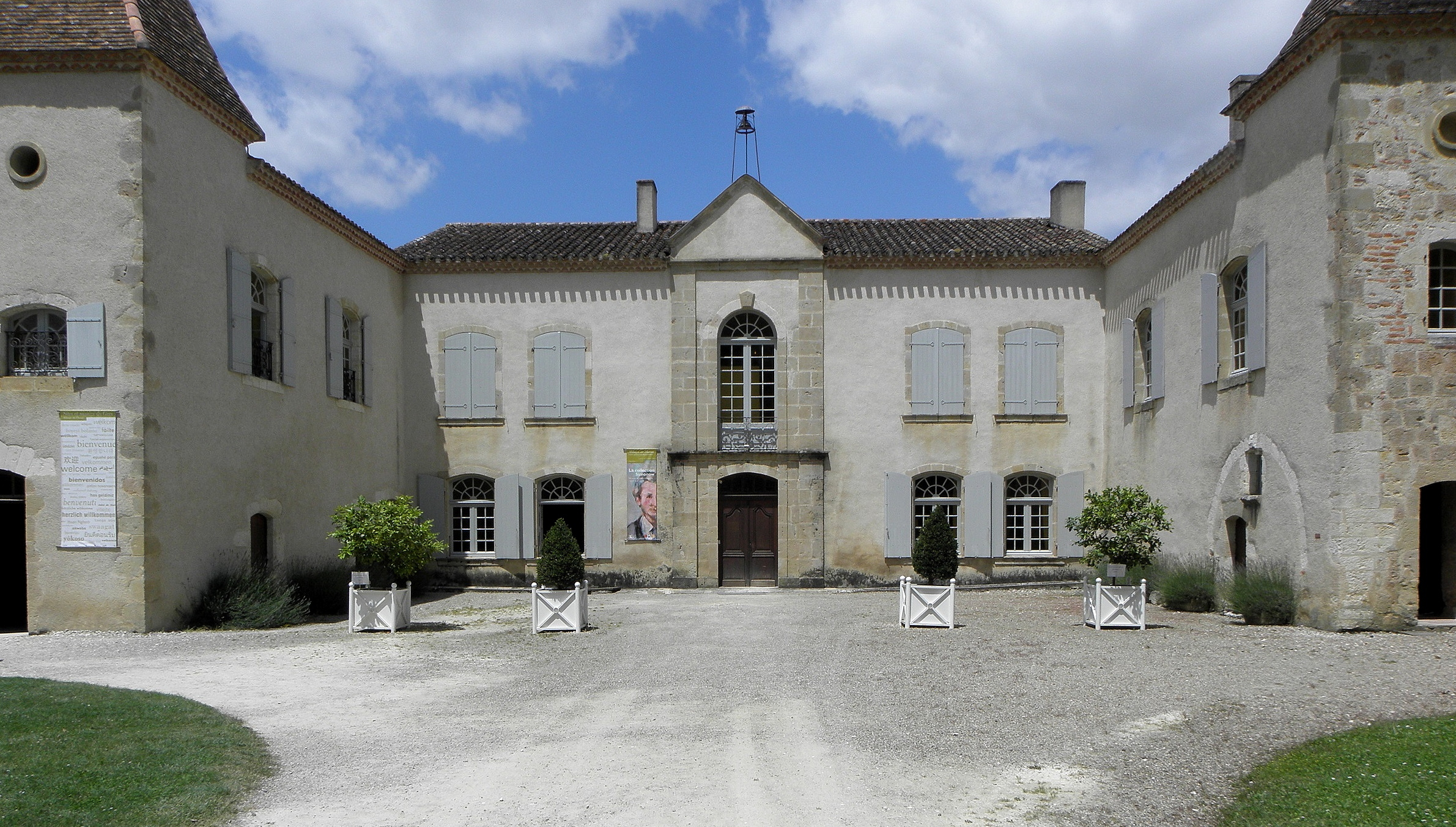
Kloster Flaran